# Øvre Kvarv
Øvre Kvarv est une localité du comté de Nordland, en Norvège.

## Géographie
Administrativement, Øvre Kvarv fait partie de la kommune de Sørfold.